# 马扎里沙里夫国际机场
马扎里沙里夫国际机场（達利語：‎，羅馬化：Meydâne Havâyeye Mazâre Šarif，普什圖語：‎，波斯語：‎），在当地也被称为梅夫拉那·贾拉尔-阿德-丁·穆罕默德·巴尔黑国际机场，是一座位于阿富汗北方巴尔赫省首府马扎里沙里夫的机场。机场处在马扎里沙里夫东郊9公里处，从市中心搭乘出租车抵达机场大约需要15分钟。机场拥有一个可处理大型飞机起降的双跑道着陆系统，能够满足波音-747、波音C-17环球霸王III、安-225运输机等飞机的起降需求。机场候机楼的处理能力可达1000人，是阿富汗境内最大的机场之一。
机场是于1950年代时由苏联专家设计建造的，服务于阿富汗北方地区人口。在21世纪初，一座投资额6000万欧元的新航站楼落成投入使用，而原有的航站楼用于阿富汗国内航线的运营服务工作。

## 机场历史
1950年代，苏联和美国都试图在中东及南亚地区扩大自己的影响力，在这样的冷战背景下，马扎里沙里夫机场由苏联援助而建设。在1960年代和1970年代的后期，首批大量外国游客和旅行者通过机场到访马扎里沙里夫老城。
在1980年代阿富汗战争时期，机场由苏联军队控制，从邻近的苏联国土派遣军队至此，并分派到阿富汗其他地区，使这里成为苏联在阿富汗境内的一个重要的战略据点，另外，苏联军队还在此派驻空军，用来空袭阿富汗东南部被圣战者控制的地区。

### 北约部队的进驻和扩建

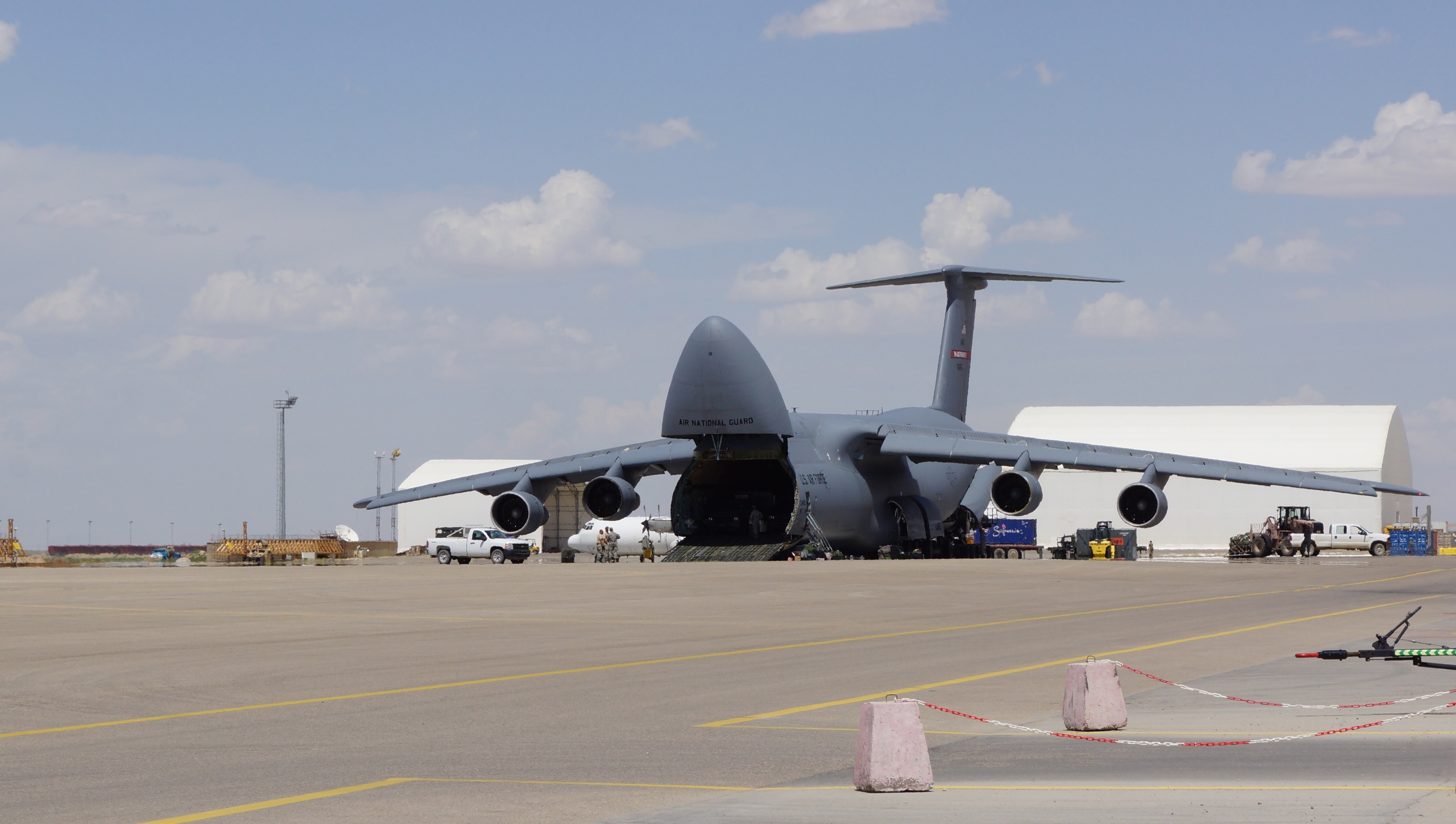
阿富汗马扎里沙里夫，一架美国空军的C-5“银河”运输机停靠在马扎里沙里夫国际机场（玛玛尔营地）。

阿富汗战争期间，2001年11月，马扎里沙里夫战役后，北方联盟部队攻下了城市的南部和西部，并且控制了城市的主要军事基地和机场。随后，塔利班在北方地区的势力开始逐步瓦解。2006年3月底开始，德国成为驻阿富汗国际维和部队（ISAF）的北方地区协调员国，担负了整个阿富汗北方地区战后重建的协调任务，而马扎里沙里夫机场及其近旁的玛玛尔营地（Camp Marmal）则成为了北方指挥部的指挥中心。机场作为维和部队在阿富汗北方地区人员轮驻交流以及航空货运及补给运输的主要枢纽。2007年春季，德军的台风战斗机从维和部队联合防区部署到了马扎里沙里夫，担负侦查和监视任务。同年9月，机场配备安装了战术空中导航系统，可满足完成恶劣天气条件下的飞机起降任务 。玛玛尔营地（Camp Marmal）是于2005年时在机场旁边建立起来的，后来逐步扩建，成为阿富汗境内最大的军事基地之一。依托机场，营地为包括美军和阿富汗武装力量在内的所有维和部队人员提供支援。2014年6月30日，荷兰皇家空军的F-16战隼战斗机完成相关任务，从马扎里沙里夫机场撤出。
马扎里沙里夫机场于2010年开始，逐步改建为一座新的国际机场，工程至2013年完工。2013年6月，马扎里沙里夫国际机场举行了一个非常隆重的落成典礼，包括德国外交部部长基多·威斯特威勒、阿富汗交通和民航部部长达乌德·阿里·纳吉非、巴尔赫省省长阿塔·穆罕默德·努尔以及部分阿富汗国民议会议员参加了落成典礼。典礼后，机场被正式命名为“梅夫拉那·贾拉尔-阿德-丁·穆罕默德·巴尔黑国际机场”，简称“梅夫拉那·贾拉尔·巴尔黑国际机场”。机场的扩建工程是由德国和阿拉伯联合酋长国的合资企业历经三年，耗资6000万欧元完成的，一家土耳其公司是工程的监理方。机场的正式名称得于13世纪伊斯兰教苏菲派神秘主义诗人、教法学家梅夫拉那·贾拉尔·巴尔黑的名字。

## 航空公司及航点
| 航空公司           | 目的地                                |
| ------------------ | ------------------------------------- |
| 阿富汗杰特国际航空 | 喀布尔                                |
| 阿里亚纳阿富汗航空 | 喀布尔                                |
| 伊朗阿塞曼航空     | 德黑兰-伊玛目霍梅尼，马什哈德         |
| 卡姆航空           | 喀布尔，马什哈德，德黑兰-伊玛目霍梅尼 |
| 萨菲航空           | 喀布尔                                |
| 土耳其航空         | 伊斯坦布尔-阿塔图克                   |